# Allium yongdengense
Allium yongdengense är en amaryllisväxtart som beskrevs av Jie Mei Xu. Allium yongdengense ingår i släktet lökar, och familjen amaryllisväxter. Inga underarter finns listade i Catalogue of Life.